# La Chambre rouge (film)
Pour les articles homonymes, voir La Chambre rouge.

La Chambre rouge est un film belge réalisé par Jean-Pierre Berckmans et sorti en 1973.

## Fiche technique
- Réalisation : Jean-Pierre Berckmans
- Scénario : Jean Blondel d'après un roman de Françoise Mallet-Joris
- Photographie : Jean Bourgoin
- Musique : Yannis Spanos
- Montage : Nicole Berckmans, Pierre Joassin
- Durée : 90 minutes
- Date de sortie : 18 octobre 1973 (France)[1]

## Distribution
- Sharon Gurney : Hélène Noris
- Maurice Ronet : Jean Gerfaud
- Amédée : Max
- Christian Barbier : René Noris
- Françoise Brion : Tamara Noris
- Marie Collins : Elvirie
- Georges Lambert : Tarturfe
- Marysia : Sandra Marelli
- Olivier Monneret : Fuselier Pierre-Paul